# I. e. 111
Évszázadok: i. e. 3. század – i. e. 2. század – i. e. 1. század
Évtizedek: i. e. 160-as évek – i. e. 150-es évek – i. e. 140-es évek – i. e. 130-as évek – i. e. 120-as évek – i. e. 110-es évek – i. e. 100-as évek – i. e. 90-es évek – i. e. 80-as évek – i. e. 70-es évek – i. e. 60-as évek
Évek: i. e. 116 – i. e. 115 – i. e. 114 – i. e. 113 –  i. e. 112 – i. e. 111 – i. e. 110 – i. e. 109 – i. e. 108 – i. e. 107 – i. e. 106

## Események

### Róma
- Publius Cornelius Scipio Nasica Serapiót és Lucius Calpurnius Bestiát választják consulnak. P. Cornelius hivatali idejében meghal.
- Calpurnius Bestia Észak-Afrikában a numida Jugurtha ellen vonul, aki tárgyalásokat kezdeményez, majd békét köt a consullal, de olyan kedvező feltételekkel, hogy a consult azzal vádolják, hogy lefizették. Jugurthát szabad eltávozást biztosító menlevéllel Rómába rendelik, hogy kivizsgálják az ügyet, de az egyik néptribunus vétót emel és a vizsgálat félbeszakad. A numida királyt megvádolják, hogy a néptribunust is lefizette, majd a közhangulat végképp ellene fordul, amikor a Rómában élő unokatestvérét, a trónra esetleg igényt tartó Massivát meggyilkolják. A numida háború kiújul.

### Hellenisztikus birodalmak
- IX. Antiokhosz Küzikénosz szeleukida király csatát nyer vetélytársa és féltestvére, VIII. Antiokhosz Grüphosz ellen, amely után foglyul ejti annak feleségét, Trüphainát. Mivel az előző évben Trüphaina meggyilkoltatta a feleségét, IV. Kleopátrát, IX. Antiokhosz kivégezteti sógornőjét.

### Kína
- A déli Nan-jüe királyság előző évi válságát követően Vu császár beavatkozik, annektálja az államot és kivégezteti elfogott királyát. A kínaiak szövetségese, a délkeleti Min-jüe királyság formálisan csatlakozik a kínai hadművelethez, de ténylegesen nem segít nekik a megszállásban. "Árulásukért" a császár engedélyezi az ország annektálását, népességét pedig a jól védhető hegyvidékről síkságra telepítik át. A Han-dinasztia ezzel egész Délkelet-Kínát és Észak-Vietnamot elfoglalja.
- Északkeleten megalapítják Csiucsuant (Szucsout) a Selyemút biztosítására.

## Halálozások
- Trüphaina, szeleukida királyné
- Csao Csian-tö, Nan-jüe királya

## Fordítás
- Ez a szócikk részben vagy egészben  a(z)   111 av. J.-C. című francia Wikipédia-szócikk ezen változatának fordításán alapul.  Az eredeti cikk szerkesztőit annak laptörténete sorolja fel. Ez a jelzés csupán a megfogalmazás eredetét és a szerzői jogokat jelzi, nem szolgál a cikkben szereplő információk forrásmegjelöléseként.